# Trichoniscus rhenanus
Trichoniscus rhenanus is een pissebed uit de familie Trichoniscidae. De wetenschappelijke naam van de soort is voor het eerst geldig gepubliceerd in 1913 door Graeve.